# Ioannes Skylitzes

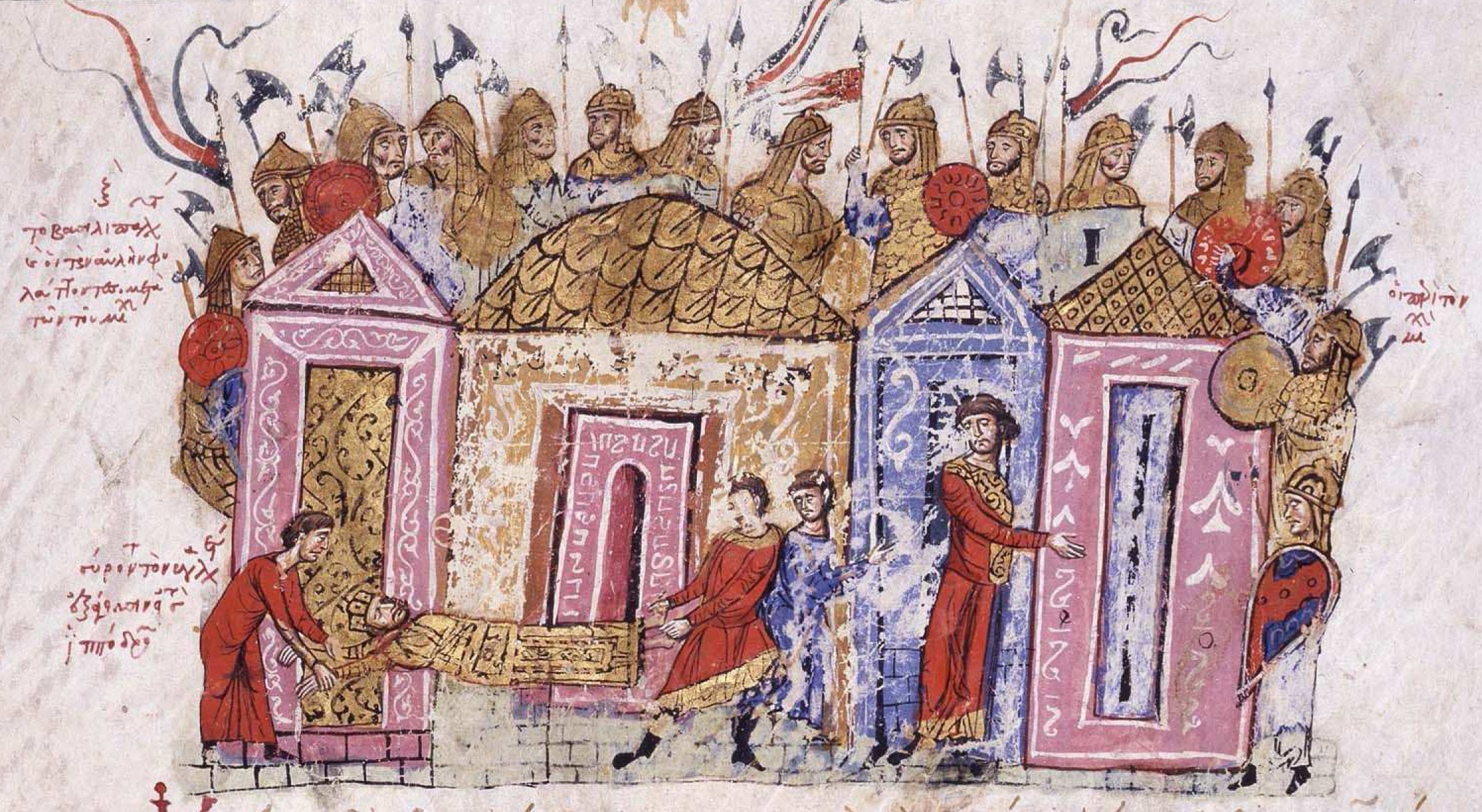
Vệ binh Varangia, hình minh họa trong cuốn biên niên sử thế kỷ 11 của Ioannes Skylitzes.

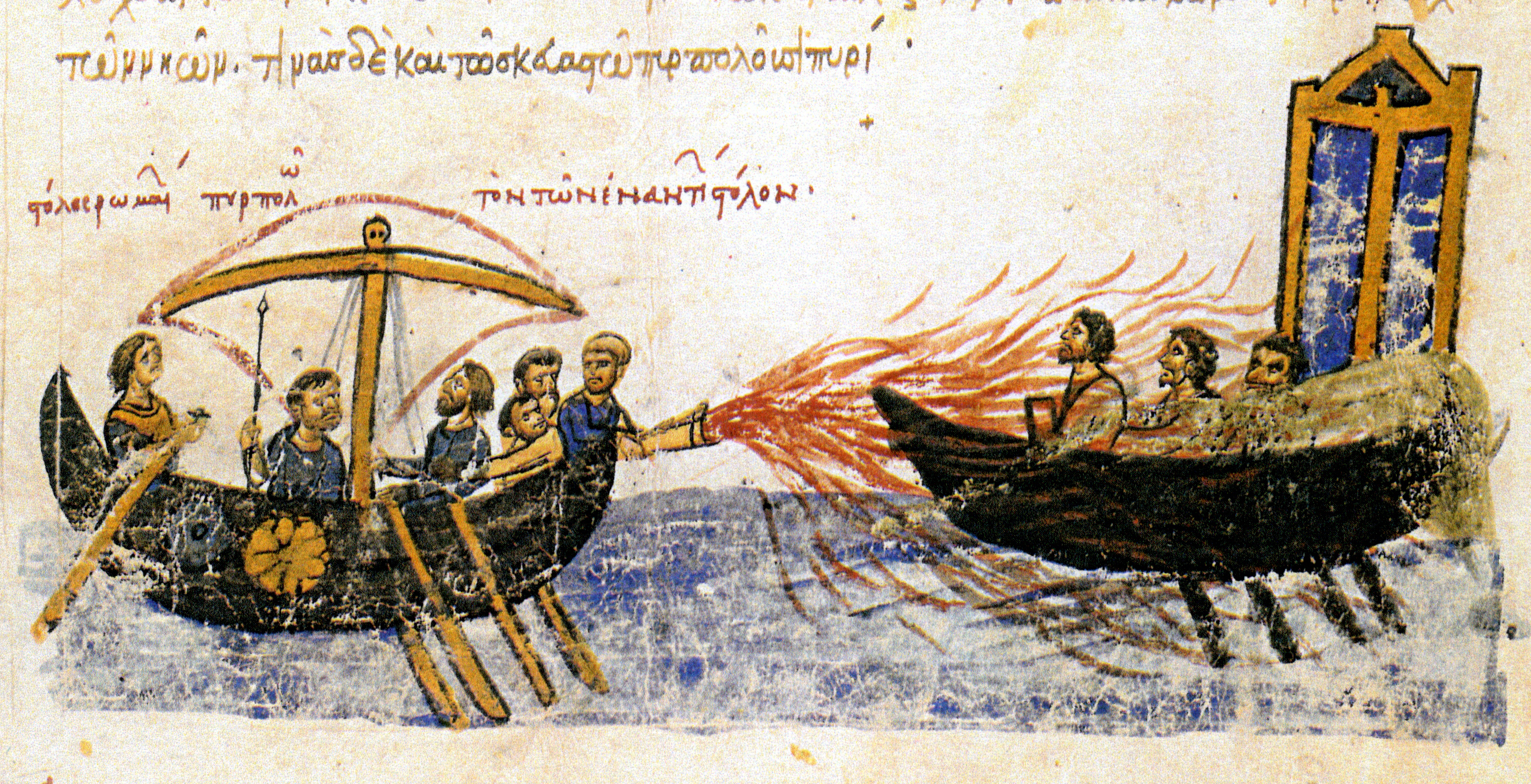
Đoạn mô tả ngọn lửa Hy Lạp trong Madrid Skylitzes

Ioannes Skylitzes (tiếng Hy Lạp: Ἰωάννης Σκυλίτζης/Σκυλλίτζης/Σκυλίτσης, Iōannēs Skylitzēs/Skyllitzēs/Skylitsēs; đầu thập niên 1040 – mất sau 1101), là một nhà sử học Hy Lạp sống vào cuối thế kỷ 11.

## Tiểu sử
Rất ít người biết về đời tư của ông. Tiêu đề trong những tác phẩm của ông có ghi ông là một viên quan quản lý sự vụ trong cung (kouropalatēs) và là cựu Đại thần thị vệ (droungarios Vigla), theo đó ông thường được nhận dạng với một người tên là Ioannes Thrakesios nào đó. Tác phẩm chính yếu của ông là bộ Sử yếu (Σύνοψις Ἱστοριῶν), kể về triều đại của các vị hoàng đế Đông La Mã từ cái chết của Nikephoros I năm 811 cho đến khi Mikhael VI bị truất ngôi vào năm 1057; nó nối tiếp cuốn biên niên sử của Theophanes Confessor. Có một sự tiếp nối của tác phẩm này gọi là Skylitzes Continuatus bao gồm giai đoạn 1057 – 1079; một số nhà sử học đã đưa ra giả thuyết rằng bộ sử này cũng do đích thân Skylitzes viết ra.

## Madrid Skylitzes
Bản thảo nổi tiếng nhất của bộ Sử yếu được làm tại Sicilia vào thế kỷ 12, và hiện đang lưu trữ tại Thư viện Quốc gia Tây Ban Nha ở Madrid,  vì vậy được gọi là Madrid Skylitzes. Bản thảo gồm có 574 bức tiểu họa, trong khi có khoảng 100 bức đã bị thất lạc, và chỉ còn sót lại trong bộ biên niên sử sơn son thếp vàng của Đông La Mã bằng tiếng Hy Lạp, cung cấp một nguồn sử liệu chính yếu vô giá đối với sự hình dung về Byzantium đương thời.